# Пюркув
Пюркув (пол. Piórków) — село в Польщі, у гміні Бацьковиці Опатовського повіту Свентокшиського воєводства.
Населення — 462 особи (2011).
У 1975-1998 роках село належало до Тарнобжезького воєводства.

## Демографія
Демографічна структура на день 31 березня 2011 року:
|          | Загалом | Допрацездатний вік | Працездатний вік | Постпрацездатний вік |
| -------- | ------- | ------------------ | ---------------- | -------------------- |
| Чоловіки | 241     | 57                 | 164              | 20                   |
| Жінки    | 221     | 47                 | 130              | 44                   |
| Разом    | 462     | 104                | 294              | 64                   |